# Krull
Krull és una pel·lícula britànico-estatunidenca de fantasia heroica dirigida per Peter Yates el 1983. Ha estat doblada al català.
La pel·lícula ha estat rodada als Estudis Pinewood a Anglaterra.

## Argument
El casament de Colwyn, fill del rei Turold i de Lyssa, filla del rei Eirig, previst per unir els dos regnes, no són del gust de la Bèstia, amagada en la Fortalesa Negra i fa segrestar la noia. Però el seu promès, ajudat del ciclop i de tota una banda de rebels, rescatarà la seva estimada.

## Repartiment
- Ken Marshall: Colwyn
- Lysette Anthony: Lyssa
- Freddie Jones: Ynyr
- Françasca Annis: la vídua del vel
- Alun Armstrong: Torquil
- David Battley: Ergo
- Bernard Bresslaw: Rell el cíclop
- Liam Neeson: Kegan
- John Welsh: el vident
- Graham McGrath: Titch
- Bernard Archard: rei Eirig
- Robbie Coltrane: Rhun
- Belinda Mayne: Vella

## Càsting
Amb l'excepció del paper principal interpretat per l'estatunidenc Ken Marshall, el conjunt del càsting és compost d'actors anglesos confirmats, entre els quals Freddie Jones i Francesca Annis, que es trobarà un any més tard al cartell de la pel·lícula Dune.
En papers secundaris, es pot reconèixer Liam Neeson en una de les seves primeres aparicions a la pantalla, i Robbie Coltrane que farà alguns anys més tard, un imponent Hagrid en la sèrie de Harry Potter.

## Música
La música va ser composta per James Horner (Titanic, de James Cameron), jove compositor de 30 anys (el 1983) i que acabava d'escriure, un any abans, la música de Star Trek 2: La Còlera de Khan.
Algunes peces (com Ride of the Firemares o Love Theme), que tenen una forta inspiració wagneriana, es faran servir per ser difoses en la zona que envolta Space Mountain: De la Terra a la Lluna (1995-2005) al Parc Disneyland, perquè s'adequa perfectament amb la idea victoriana de l'atracció.

## Rebuda
La pel·lícula va ser un fracàs comercial, informant aproximadament 16.519.000 $ al box-office a Amèrica del Nord per un pressupost de 27 milions.
Aquesta pel·lícula, estrenada el mateix any que Star Wars, episodi VI: El Retorn del Jedi de la saga La guerra de les galàxies, serà pràcticament ignorada per la premsa, que li reprotxarà una història sense interès. Els efectes especials semblen haver envellit, i el real interès d'aquesta pel·lícula residiria en la seva banda el seu (composta per James Horner), considerada com una autèntica obra mestra en el gènere de les músiques de pel·lícula. Va tenir una rebuda de la crítica desfavorable, recollint 33% de crítiques positives, amb una nota mitjana de 4,5/10 i sobre la base de 18 crítics, en el lloc Rotten Tomatoes.
Amb el temps, alguns aficionats de fantasia heroica han desenvolupat una certa indulgència nostàlgica a la consideració de la pel·lícula, sense arribar a convertir-se en obra de culte.

## Homenatge
En l'episodi de la temporada 11 de la sèrie South Park, El Fantàstic Misteri de Pasqua, Jesús utilitza l'arma fantàstica Krull contra l'antipapa que ha destronat Benet XVI.